# Cody Bellinger
Pour les articles homonymes, voir Bellinger.
Cody James Bellinger (né le 13 juillet 1995 à Scottsdale, Arizona, États-Unis) est un joueur de premier but et voltigeur des Yankees de New York de la Ligue majeure de baseball.
Il remporte le prix de la recrue de l'année 2017 dans la Ligue nationale de baseball.

## Carrière

### Ligues mineures
Cody Bellinger est réclamé au 4e tour de sélection par les Dodgers de Los Angeles lors du repêchage amateur de 2013. Il signe son premier contrat professionnel avec les Dodgers, repoussant une offre pour jouer à l'université d'Oregon et acceptant une prime à la signature de 700 000 dollars. À l'origine un joueur de premier but, il apprend dans les ligues mineures à patrouiller le champ extérieur, afin d'améliorer ses chances de trouver un poste dans les majeures. Avant la saison 2016, Baseball America classe Bellinger au 54e rang de sa liste annuelle des 100 meilleurs joueurs d'avenir, puis le fait passer en 7e position au début 2017.

### Saison 2017

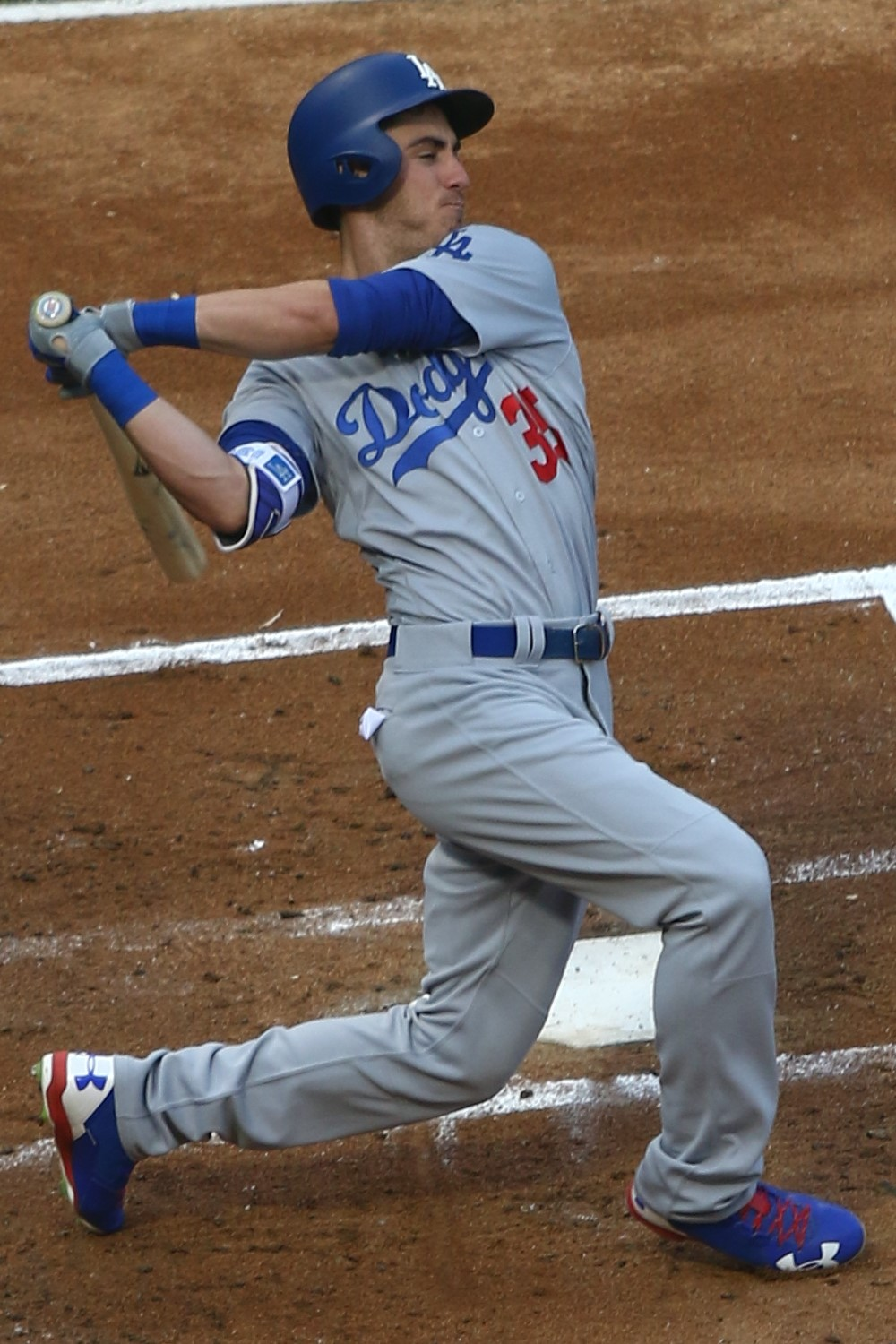
Cody Bellinger en 2017.

Il fait ses débuts dans le baseball majeur avec les Dodgers le 25 avril 2017 en tant que joueur de champ extérieur face aux Giants de San Francisco. À ce premier match, il frappe aux dépens du lanceur Neil Ramirez son premier coup sûr dans les majeures. Le 29 avril 2017, Bellinger réussit contre Zach Eflin des Phillies de Philadelphie son premier coup de circuit dans les majeures puis en ajoute un autre dans la même rencontre aux dépens du lanceur Héctor Neris. À son premier mois complet avec les Dodgers, Bellinger frappe 9 circuits et est nommé meilleure recrue du mois de mai 2017 dans la Ligue nationale.
Le 19 juin 2017 face aux Mets de New York, Bellinger frappe deux circuits, ses 20e et 21e de la saison. Aucun autre joueur recrue dans l'histoire n'avait compté autant de circuits à ses 51 premiers matchs dans les majeures. Il est aussi le plus rapide à atteindre les 20 circuits, rééditant la performance de Wally Berger pour les Braves de Boston de 1930 et de Gary Sánchez pour les Yankees de New York de 2016.
Avec 13 circuits et 27 points produits en juin 2017, Bellinger est nommé meilleure recrue du mois dans la Ligue nationale pour la seconde fois de suite.
Bellinger est invité au match des étoiles 2017.
Face aux Marlins de Miami le 15 juillet 2017, Bellinger réussit un cycle et est la première recrue de l'histoire des Dodgers à réaliser une telle performance.
Le 3 septembre 2017 face à San Diego, Bellinger établit le nouveau record de circuits par une recrue des Dodgers, dépassant les 35 de Mike Piazza en 1993.
Le 16 septembre 2017 contre Washington, Bellinger frappe son 38e circuit de la saison pour égaler le record par une recrue de la Ligue nationale, égalant le total de Wally Berger des Braves de Boston (1930) et de Frank Robinson des Reds de Cincinnati (1956). Bellinger bat le record de la Ligue nationale avec son 39e circuit de la saison, le 22 septembre aux dépens de Jeff Samardzija des Giants de San Francisco. Il termine l'année avec le nouveau record de 39 circuits par une recrue dans la Ligue nationale, pendant que dans la Ligue américaine, Aaron Judge établit le nouveau record des majeures avec 52 circuits par un joueur de première année. Bellinger est unanimement voté recrue de l'année 2017 dans la Ligue nationale, un prix que son coéquipier des Dodgers Corey Seager avait remporté l'année précédente.

## Vie personnelle
Cody Bellinger est le fils de Clay Bellinger, qui joue dans les Ligues majeures de baseball de 1999 à 2002.